# اللغة الفالونية

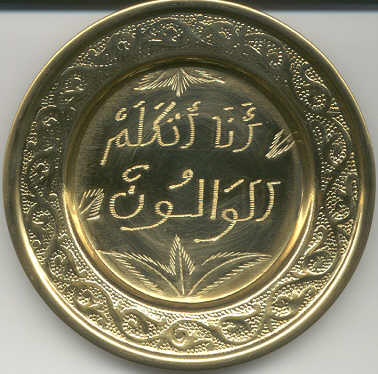
صحن مكتوب عليه أنا أتكلم الوالون

الوَلونية (الفالونية: Walon) هي اللغة المحلية لمنطقة وَلونيا الموجودة جنوب بلجيكا، وهي لغة رومانسية.
لا يجب الخلط بين الوالونية واللغة الفرنسية المتحدث بها في بلجيكا لأنها تختلف عنها، وذلك رغم وجود أوجه التشابه بينهما.